# ابتسام محمد
ابتسام زايد أحمد محمد (مواليد 25 سبتمبر 1996) هي لاعبة دراجات مصرية، مثّلت مصر في أولمبياد ريو دي جانيرو 2016 كأول لاعبة مصرية تنافس في منافسات سباقات الدراجات. حصلت علي المركز السابع والعشرين في التصفيات ولم تصل إلي الجولة الأولى. مثّلت مصر أيضًا في أولمبياد طوكيو 2020.

## روابط خارجية
- ابتسام محمد على موقع الاتحاد الدولي للدراجات (الإنجليزية)
- ابتسام محمد على موقع أرشيف الدراجات (الإنجليزية)
- ابتسام محمد على موقع إحصائيات الدراجات الإحترافية (الإنجليزية)
- ابتسام محمد على موقع نسبة الدراجات (الإنجليزية)
- ابتسام محمد على موقع نسبة الدراجات (الإنجليزية)
- ابتسام محمد على موقع CycleBase (الإنجليزية)
- ابتسام محمد على موقع اللجنة الأولمبية الدولية (الإنجليزية)
- ابتسام محمد على موقع أوليمبيديا (الإنجليزية)